# Ízletes galambgomba
Az ízletes galambgomba (Russula alutacea) az Agaricomycetes osztályának galambgomba-alkatúak (Russulales) rendjébe, ezen belül a galambgombafélék (Russulaceae) családjába tartozó, az északi féltekén elterjedt, lomberdőkben élő, ehető gombafaj.

## Megjelenése
Az ízletes galambgomba kalapja 5–10 cm (ritkán 15 cm) átmérőjű, vastag és húsos. Kezdetben félgömb alakú, majd ahogy a gomba idősebb lesz kiterül, közepe bemélyedő lesz. A kalap széle sokszor bordás, fiatalon aláhajló. Felszíne bársonyos. Színe igen változatos; leggyakrabban barnásvörös, de lehet piros, rózsaszínű, narancsszínű, esetleg barnássárga vagy olajzöld. Közepe gyakran kifakult halvány zöldessárga. A kalapbőr félig lehúzható. Húsa fehér, merev, pattanva törő, diószerű illatú és ízű.
Vastag, morzsálódó lemezei sárgás színűek, közepesen sűrűek, tönkhöz nőttek. Féllemezei nincsenek. Spórái 8-10 x 6,5-8,5 mikrométeresek, gömbölyűek, kissé hálózatosan tüskések. Spórapora sárga.
Zömök, kemény, tönkje 5–10 cm magas és 1,5–4 cm vastag. Belül üregesedő. Hosszában ráncolt lehet. Színe fehér, de szürkésen vagy vörösesen árnyalt is lehet. Gallérja vagy bocskora nincs.

### Hasonló fajok
A vöröstönkű galambgombával (Russula olivacea) téveszthető össze, amely nem kellően elkészítve gyomorpanaszokat okoz. A nem ehető piros kalapú galambgombák nyersen megkóstolva csípős ízűek.

## Elterjedése és termőhelye
Európában, Észak-Afrikában, Kelet-Ázsiában (Japán) és Észak-Amerikában honos. Magyarországon gyakori.
Melegkedvelő lomberdőkben nő júliustól októberig. Gyökérkapcsolt gomba, így főleg fák alatt található, akár seregesen is. A meszes talajt részesíti előnyben.
Jóízű, ehető gomba.

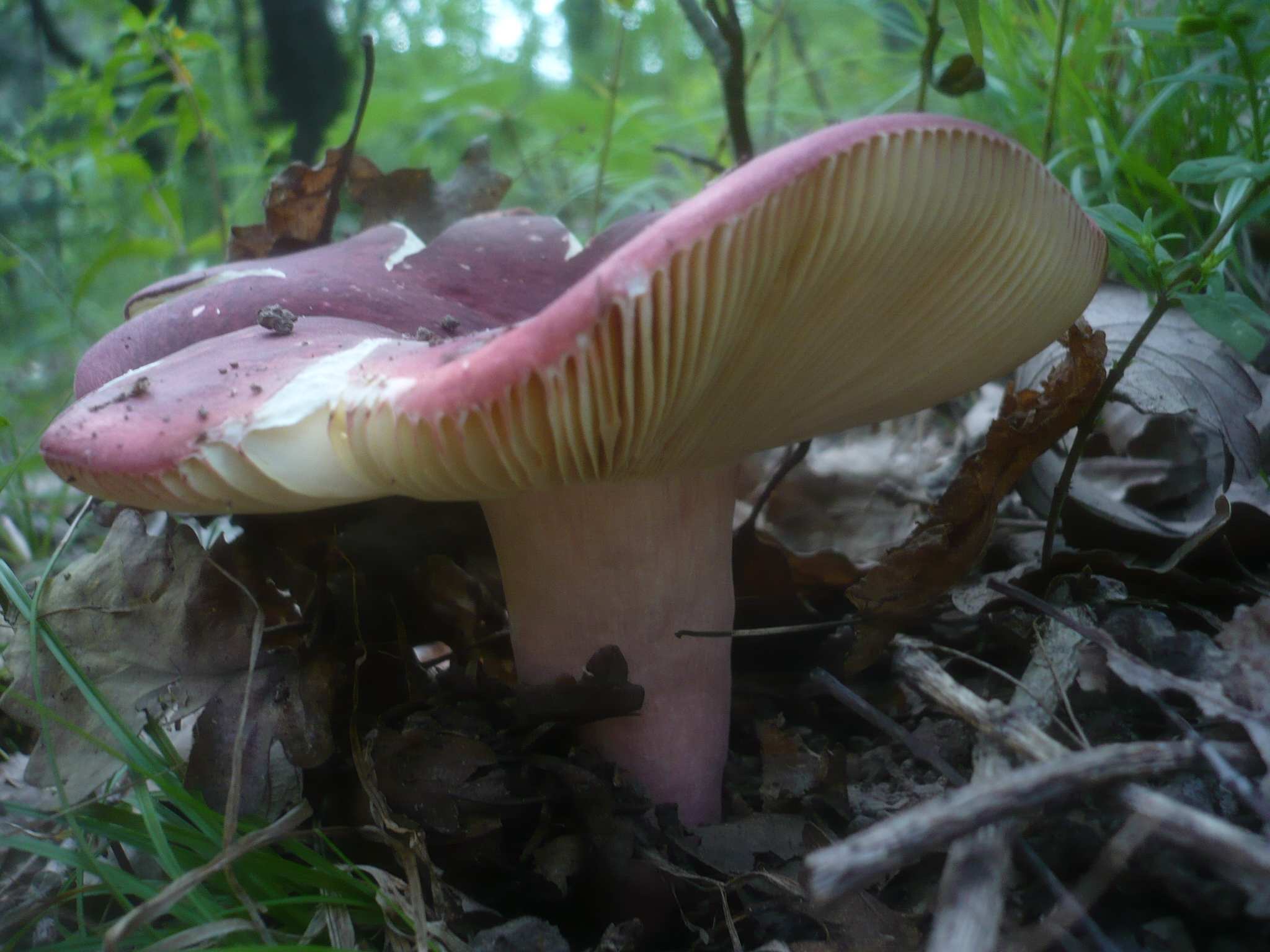
Ízletes galambgomba
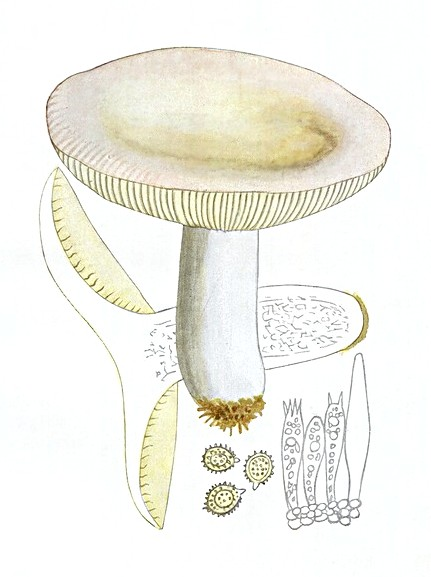
Ábrázolása 1927-ből
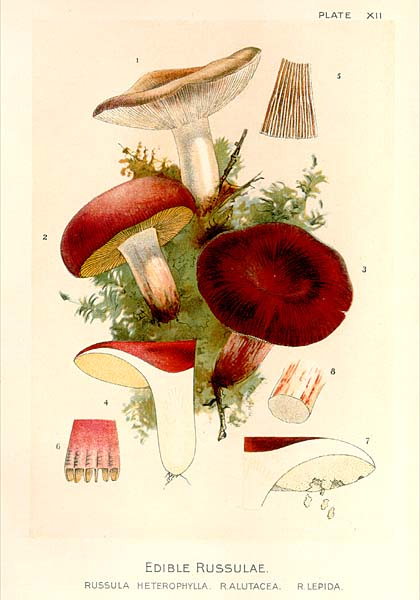
Ehető galambgombák